# Гомонаціоналізм
Гомонаціоналізм — термін, що описує поєднання ідеології націоналізму з ЛГБТ-спільнотою або правами ЛГБТ. Термін запровадила гендерна дослідниця  Джасбір Пуар в 2007 році. Для Пуар гомонаціоналізм — процес зближення позиції влади і вимог ЛГБТ з метою виправдання расизму і  ксенофобії, і насамперед ісламофобії, яка базується на стереотипі про універсальну гомофобію  мігрантів і абсолютному егалітаризмі  західного суспільства. У такий спосіб права ЛГБТ використовуються з метою підтримки анти-імміграційної риторики, популярної серед  ультраправих партій.
Критика гомонаціоналізму підкреслює вибірковий характер використання ЛГБТ-руху з метою просування  нетерпимості, ігнорування  гомофобії і відсутність  рівності в західному суспільстві. Ідея рівності як правило виражається в можливості реєстрації  шлюбу між особами однієї статі,  асимілюючої ЛГБТ-спільноти в рамках  гетеронормативності суспільства, що підкреслює ідею  переваги Заходу і підігріває підозрілість стосовно до людей з країн, в яких відсутнє юридичне визнання одностатевих союзів або криміналізована гомосексуальність, і зв'язує це з ісламом.
Професор Брюно Перро розкритикував позицію Пуар. Погоджуючись з її критикою націоналістичних заяв деяких ЛГБТ-груп, він показав, що Пуар ідеалізує «сексуально-ненормативні расові суб'єкти». На думку Перро, «деконструкція норм не може бути відділена від їх відтворення».